# 吉田直樹 (歯学者)
吉田 直樹（よしだ なおき）は、日本の歯科医師、歯学者（歯科医学・歯周治療学）。学位は博士（歯学）（東京医科歯科大学・1993年）。静岡県立大学短期大学部副部長・歯科衛生学科教授。
東京医科歯科大学歯学部附属病院での勤務を経て、東京医科歯科大学歯学部助手、静岡県立大学短期大学部歯科衛生学科助教授、静岡県立大学短期大学部歯科衛生学科准教授などを歴任した。

## 来歴

### 生い立ち
東京医科歯科大学に進学し、歯学部の歯学科にて学んだ。1988年3月、東京医科歯科大学を卒業した。歯科医師国家試験に合格し、同年7月から1989年3月まで母校である東京医科歯科大学の歯学部の附属病院にて、第二保存科の臨床研修医を務めた。
その後、東京医科歯科大学の大学院に進学し、歯学研究科の歯科臨床学系にて歯科保存学を学んだ。その際、博士論文として「ヒト好中球コラゲナーゼの精製、単クローン抗体の作製および歯肉溝滲出液中の好中球への応用」を執筆した。1993年3月、東京医科歯科大学の大学院を修了した。それに伴い、博士（歯学）の学位を取得した。同年4月から1994年9月まで、東京医科歯科大学の歯学部の附属病院にて、第二保存科の医員を務めた。

### 歯学者として
1994年10月から1997年3月にかけて、文部教官助手として、東京医科歯科大学の歯学部にて助手を務めた。歯学部においては、主として歯学科の講義を担当し、歯科保存学第二講座を受け持った。なお、東京医科歯科大学での勤務の傍ら、1996年4月から1997年3月にかけてカンザス大学の医療センターにて研究員を兼任した。
1997年4月、静岡県立大学の短期大学部に転じ、歯科衛生学科の助教授に就任した。学校教育法の改正に伴い、2007年4月に静岡県立大学の短期大学部にて歯科衛生学科の准教授となった。2014年10月、静岡県立大学の短期大学部にて、歯科衛生学科の教授に昇任した。静岡県立大学においては要職を歴任し、短期大学部の副部長などを兼務した。

## 研究
専門は歯学であり、特に歯科医学や歯周治療学といった分野について研究していた。具体的には、マトリックスメタロプロテアーゼに関する研究が知られていた。また、歯周組織についての研究にも従事しており、その結合組織代謝に纏わる研究に取り組んだ。そのほか、歯周病について、その病因、予防、および、治療についても研究していた。また、歯科疾患について、疫学的な見地からの調査も行っていた。

## 略歴
- 1988年 - 東京医科歯科大学歯学部卒業[1]。
- 1988年 - 東京医科歯科大学歯学部附属病院第二保存科臨床研修医[2]。
- 1993年 - 東京医科歯科大学大学院歯学研究科修了[1]。
- 1993年 - 東京医科歯科大学歯学部附属病院第二保存科医員[2]。
- 1994年 - 東京医科歯科大学歯学部助手[2]。
- 1996年 - カンザス大学医療センター研究員[2]。
- 1997年 - 静岡県立大学短期大学部歯科衛生学科助教授[2]。
- 2007年 - 静岡県立大学短期大学部歯科衛生学科准教授[2]。
- 2014年 - 静岡県立大学短期大学部歯科衛生学科教授[2]。